# James Richardson Spensley
James Richardson Spensley (ur. 17 maja 1867 w Londynie, zm. 10 listopada 1915 w Moguncji) – angielski lekarz, piłkarz, trener piłkarski i instruktor skautingu, znany z założenia sekcji piłkarskiej klubu Genoa CFC.
Jego rodzina pochodziła z Swaledale w Yorkshire, ale urodził się i wychował w Londynie. Imał się różnych zajęć, pracował głównie jako lekarz, ale był też korespondentem Daily Mail.
W 1896 roku przyjechał do Genui, aby leczyć brytyjskich marynarzy.
Wstąpił do założonego przez mieszkających tam Brytyjczyków, klubu sportowego Genoa CFC. Klub składał się wówczas z dwóch sekcji: lekkoatletycznej i krykietowej. 10 kwietnia 1897 Spensley założył sekcję piłkarską.
W 1898 klub wziął udział i zwyciężył w pierwszym turnieju o mistrzostwo Włoch. Spensley uczestniczył w nim jako grający menadżer, występując na pozycjach bramkarza i obrońcy. Grał w klubie do 1906 roku.
Jego imieniem nazwano puchar ufundowany przez Włoską Federację Piłkarską (Puchar Spensleya).